# Fernando Dávalos
Fernando Dávalos Medina es un futbolista mexicano que jugó de delantero. Durante su carrera anotó 17 goles. Nunca fue expulsado, jugando 165 partidos y 8,921 minutos en Primera división. Fue entrenador en el Instituto Tepeyac Campus Guadalajara de equipos infantiles.

## Clubs
- Club Deportivo Guadalajara (1981 - 1987)
- Ángeles de Puebla (1987 - 1988)
- Puebla Fútbol Club (1988 - 1990)

- Datos: Q5859468